# Beaches FC
El Beaches FC es un equipo de fútbol de las Islas Turcas y Caicos que juega en la WIV Liga Premier, la primera división de fútbol en el país.

## Historia
Fue fundado en el año 2000 en la ciudad de Providenciales y en esa misma temporada debutaron en la WIV Liga Premier, en donde terminaron en 2.º lugar detrás del Masters FC.
En su tercera temporada lograron ganar su primer título de liga luego de que su rival en la final abandonara el partido al minuto 86 de juego cuando el marcador estaba 2-2, por lo que fueron declarados campeones.
En la temporada 2006/07 consiguieron su segundo título de liga luego de terminar con 26 puntos en 10 partidos.

## Palmarés
- WIV Liga Premier: 3

2002, 2006/07, 2017

## Jugadores

### Jugadores destacados
| - Kirk Dixon - Kameron McVey - Mickle Niklsson - Samuel Niklsson | - Tom McFors - Billy Neil - Gregor Daffy - Ruddy Farloor | - Sem Gronmacker - David Henkler - Scott Martins - Matew Kollar |